# Frimaire

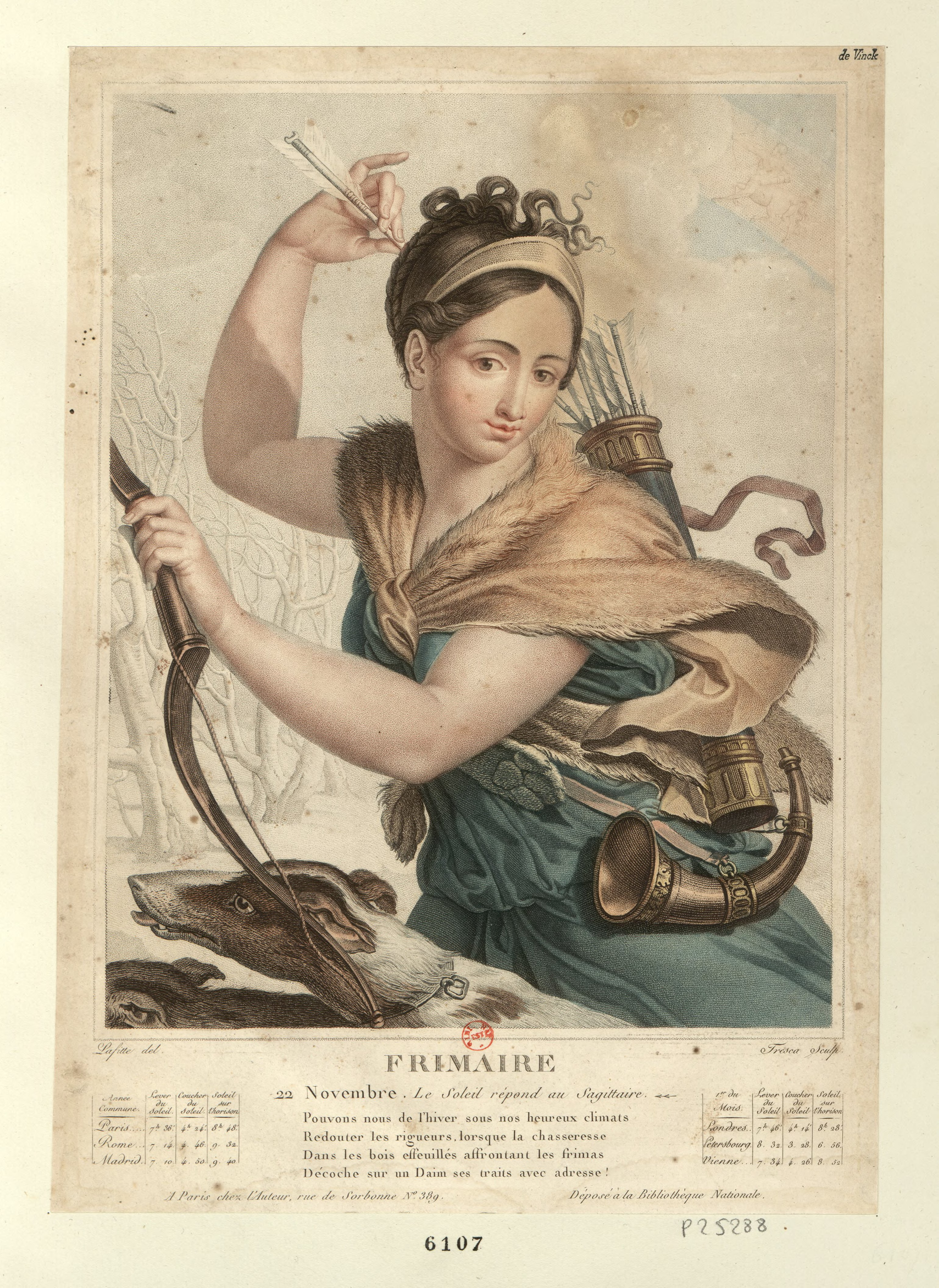
Alegoria Frimaire'a

Frimaire (z fr. frimas = 'mróz') – trzeci miesiąc we francuskim kalendarzu rewolucyjnym, trzeci i ostatni miesiąc jesienny. Trwał od 21 listopada do 20 grudnia.
Po frimaire następował nivôse. 